# Acropsilus perminutus
Acropsilus perminutus är en tvåvingeart som först beskrevs av Octave Parent 1937.  Acropsilus perminutus ingår i släktet Acropsilus och familjen styltflugor.
Artens utbredningsområde är Kongo. Inga underarter finns listade i Catalogue of Life.